# Алма (Нью-Брансвік)
Алма (англ. Alma) — село в Канаді, у провінції Нью-Брансвік, у складі графства Альберт.

## Назва
Село Алма отримало назву від парафії Алма, створеної в 1856 році на відзначення переможної Битви на Альмі, в якій об'єднані сили Британії, Франції та Османської Туреччини завдали відчутної поразки загарбницьким військам російської імперії, призупинивши московську екеспансію на південь.

## Населення
За даними перепису 2016 року, село нараховувало 213 осіб, показавши скорочення на 8,2%, порівняно з 2011-м роком. Середня густина населення становила 4,5 осіб/км².
З офіційних мов обидвома одночасно володіли 35 жителів, тільки англійською — 180. Усього 5 осіб вважали рідною мовою не одну з офіційних.
Працездатне населення становило 50% усього населення, рівень безробіття — 30%.
25% мешканців мали закінчену шкільну освіту, не мали закінченої шкільної освіти — 15%, 65% мали післяшкільну освіту, з яких 38,5% мали диплом бакалавра, або вищий.
| Статево-вікова структура населення | Статево-вікова структура населення | Статево-вікова структура населення | Статево-вікова структура населення | Статево-вікова структура населення |
| ---------------------------------- | ---------------------------------- | ---------------------------------- | ---------------------------------- | ---------------------------------- |
|                                    |                                    |                                    |                                    |                                    |
| Всього                             | Всього                             | 48,8%51,2%                         |                                    |                                    |
| 0 — 14 років                       | 0 — 14 років                       |                                    | 9,5%                               | 9,5%                               |
| 15 — 64 років                      | 15 — 64 років                      |                                    | 64,3%                              | 64,3%                              |
| 65 і більше                        | 65 і більше                        |                                    | 26,2%                              | 26,2%                              |
| 85 і більше                        | 85 і більше                        |                                    | 2,4%                               | 2,4%                               |
| Середній вік (років)               | Середній вік (років)               | 46,847,6                           | 47,2                               | 47,2                               |
| Медіана (років)                    | Медіана (років)                    | 52,050,8                           | 51,5                               | 51,5                               |
| — чоловіки — жінки                 |                                    |                                    |                                    |                                    |

| Походження мешканців:     | Походження мешканців:     | Походження мешканців: | Походження мешканців: | Походження мешканців: |
| ------------------------- | ------------------------- | --------------------- | --------------------- | --------------------- |
| Походження                |                           |                       | осіб                  | %                     |
| Корінні американці        | Корінні американці        |                       | 10                    | 8.7%                  |
| Інше північноамериканське | Інше північноамериканське |                       | 50                    | 43.48%                |
| Європейське               | Європейське               |                       | 85                    | 73.91%                |
| британське                | британське                |                       | 75                    | 65.22%                |
| французьке                | французьке                |                       | 20                    | 17.39%                |

## Клімат
Середня річна температура становить 5,1°C, середня максимальна – 20,7°C, а середня мінімальна – -12,9°C. Середня річна кількість опадів – 1 437 мм.
| Клімат поселення                              | Клімат поселення | Клімат поселення | Клімат поселення | Клімат поселення | Клімат поселення | Клімат поселення | Клімат поселення | Клімат поселення | Клімат поселення | Клімат поселення | Клімат поселення | Клімат поселення | Клімат поселення |
| Показник                                      | Січ.             | Лют.             | Бер.             | Квіт.            | Трав.            | Черв.            | Лип.             | Серп.            | Вер.             | Жовт.            | Лист.            | Груд.            |                  |
| Середній максимум, °C                         | −2,46            | −1,58            | 2,84             | 8,18             | 14,13            | 18,84            | 20,71            | 20,59            | 17,00            | 11,46            | 5,96             | −0,53            |                  |
| Середня температура, °C                       | −7,68            | −6,79            | −2,38            | 2,96             | 8,90             | 13,61            | 16,84            | 16,70            | 13,12            | 7,56             | 2,08             | −4,42            |                  |
| Середній мінімум, °C                          | −12,89           | −12              | −7,59            | −2,25            | 3,69             | 8,40             | 12,98            | 12,82            | 9,23             | 3,69             | −1,79            | −8,29            |                  |
| Норма опадів, мм                              | 136              | 105              | 135              | 115              | 122              | 108              | 97               | 91               | 117              | 124              | 148              | 139              |                  |
| Середньомісячна швидкість вітру, м/с          | 4.64             | 4.60             | 4.69             | 4.52             | 4.10             | 3.71             | 3.40             | 3.30             | 3.64             | 4.10             | 4.37             | 4.68             |                  |
| Середньомісячна сонячна радіація, кДж/м²·день | 5275             | 8630             | 12305            | 15236            | 18146            | 20276            | 20020            | 17658            | 13386            | 8628             | 5050             | 4026             |                  |
| --------------------------------------------- | ---------------- | ---------------- | ---------------- | ---------------- | ---------------- | ---------------- | ---------------- | ---------------- | ---------------- | ---------------- | ---------------- | ---------------- | ---------------- |
| Джерело:                                      |                  |                  |                  |                  |                  |                  |                  |                  |                  |                  |                  |                  |                  |